# إيفيلين بيرد هاريسون
إيفيلين بيرد هاريسون (بالإنجليزية: Evelyn Byrd Harrison)‏ هي عالمة الإنسان أمريكية، ولدت في 5 يونيو 1920، وتوفيت في 3 نوفمبر 2012.